# Frits Bolkestein
Frederik Bolkestein, dit Frits Bolkestein, né le 4 avril 1933 à Amsterdam et mort le 17 février 2025 à Laren, est un homme politique néerlandais.
Il dirige le Parti populaire libéral et démocrate. Connu dans son pays pour son franc-parler et ses déclarations musclées sur l'immigration, il gagne en notoriété au niveau européen par la controverse autour d'une directive européenne qu'il a rédigée, la directive Services, souvent appelée « directive Bolkestein ».

## Parcours
Frits Bolkestein suit des études de mathématiques, physique, grec et philosophie à l'Université d'Amsterdam ainsi qu'aux États-Unis (Université d'État de l'Oregon) et au Royaume-Uni (London School of Economics). Il obtient en 1965 une maîtrise de droit à l'université de Leyde.
Il travaille dans le groupe Shell de 1960 à 1976, pour lequel il se déplace au Honduras, au Salvador, en Afrique, en Indonésie et enfin à Paris en tant que directeur de Shell Chimie.
Il entame ensuite une carrière politique en 1976, au sein du VVD (Parti populaire libéral et démocrate), et est élu député en 1978. De 1982 à 1986, il est secrétaire d'État au commerce extérieur dans le gouvernement de Ruud Lubbers. De 1988 à 1990, il est ministre de la Défense toujours sous la direction de Lubbers. Il devient ensuite le chef de file des libéraux au Parlement néerlandais et le reste jusqu'en 1999. Il tient des propos qui font scandale sur l'immigration, ce qui lui assure une réputation de franc-parler.
En 1996, il est mis en cause et contraint à la démission pour avoir tenté d'obtenir auprès de la ministre de la Santé Els Borst le remboursement d'un médicament de l'entreprise pharmaceutique Merck & Co. dont il est administrateur[réf. souhaitée].
Il est également président de l'Internationale libérale de 1996 à 1999, poste qu'il n'abandonne que pour devenir commissaire européen.
Membre de la Commission européenne du 16 septembre 1999 au 21 novembre 2004, chargé des questions relatives au Marché Intérieur, à la fiscalité et à l'Union douanière, la directive Bolkestein est l'un de ses projets phares.
Le 23 mai 2005, il est nommé conseiller à la direction de la Menatep, la holding de contrôle du groupe pétrolier russe Ioukos. Fin 2005, il est nommé au conseil d'administration d'Air France-KLM. Il siège également au conseil d'administration de la Banque des Pays-Bas.

## Directive Services

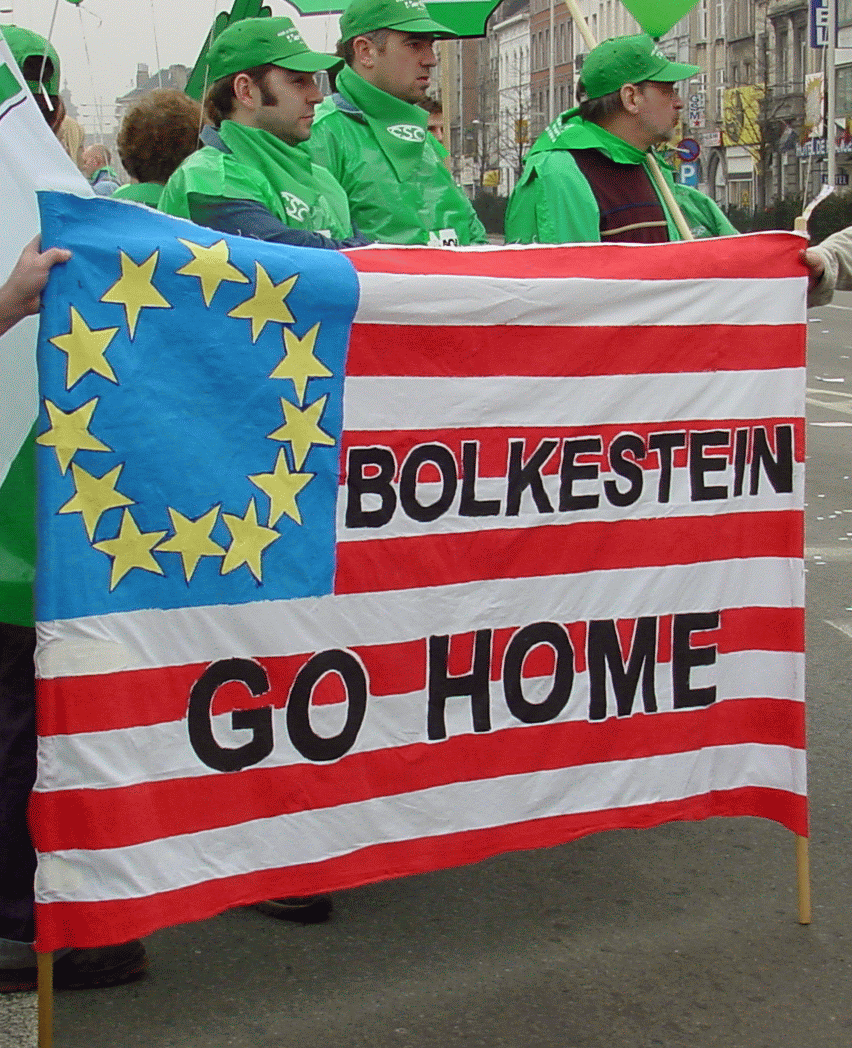
Manifestation d'opposants belges à la directive Bolkestein, le 19 mars 2005 à Bruxelles.

Ce projet de directive proposé par Frits Bolkestein portant sur l'ouverture réciproque des marchés de services sans harmonisation préalable a suscité de vives critiques au sein de l'Union, particulièrement en France, au printemps 2005.
Frits Bolkestein, qui n'est plus commissaire européen au moment du débat, pense que « ceux qui contestent son projet sont des xénophobes, pour ne pas dire pire ». Il manifeste ainsi son irritation suscitée par la prononciation germanique de son nom, assimilé à celui de Frankenstein. Pour lui, donner une orientation plus libérale à l'Union européenne serait un motif de satisfaction, et il déclare que « les Français ne se sentent plus chez eux en Europe. »
Le 5 et 6 avril 2005, en visite en France pour défendre l'idée de sa proposition de directive, il déclare aux journalistes en français qu'« il n'y aura pas de tsunami de plombiers polonais en France ».
Le projet de directive présenté par Frits Bolkestein est quant à lui retoqué par l'eurodéputée allemande Evelyne Gebhardt et le parlement européen le 14 février 2006, version approuvée ensuite dans ses grandes lignes par son successeur, le commissaire Charlie McCreevy, puis en première lecture par le conseil de l'Union européenne le 29 mai 2006.

## Projet de traité européen
En faisant figure d'épouvantail, Frits Bolkestein a grandement contribué au traité établissant une Constitution pour l'Europe. À la suite de son rejet, il donne, le 19 juin 2005, dans une tribune « Sept conseils pour repartir » adressée au Conseil européen dans laquelle il affirme son attachement aux institutions de Maastricht-Nice pérennisées par l'échec des réferenda français et néerlandais et son opposition aux réformes qu'aurait apporté le TCE. Il estime que le Conseil européen doit constater son échec et la mort du traité européen puis lui donne successivement 7 conseils :
- « ne pas appeler ce traité une constitution »,
- « supprimer la proposition de charte des droits fondamentaux », redondante avec la Convention européenne des droits de l'homme,
- « ne vous transformez pas en institution »,
- « l'égalité politique des citoyens n'existe qu'à l'intérieur d'un État unitaire »,
- renoncer à la création d'un poste de Ministre des affaires étrangères de l'Union européenne, « une politique étrangère commune à 25 États membres reste, dans tous les cas de figure, une illusion »,
- « N'entamez pas les négociations avec la Turquie »,
- « Pour ce qui concerne le budget, l'heure est à la modestie », La Commission européenne doit se « serrer la ceinture » comme les États-membres.

## Brevets logiciels
Un autre projet (controversé) de directive issu de ses services est le projet de directive sur la brevetabilité des inventions mises en œuvre par ordinateur, également discutée au Conseil et enterrée par le Parlement en 2005.

## Critique de la politique européenne en matière d'immigration
Durant ses activités de commissaire européen, Bolkestein a abordé, à de nombreuses reprises, lors de conférences ou lors d'entretiens donnés à la presse, des thèmes qui ne concernaient pas directement son portefeuille. Il critique ainsi vivement la politique ou plutôt ce qu'il nomme « l'absence de politique » de l'Europe en matière d'immigration. Selon lui, il est urgent pour l'Union européenne de se donner une politique commune d'immigration selon des procédés proches de ceux existants au Canada ou aux États-Unis.
Dans un discours prononcé à la Grote Kerk de La Haye, début 2001, il avance: « Aujourd'hui déjà, un tiers de la population d'Amsterdam et de Rotterdam se compose d'habitants aux origines ethniques non européennes. D'ici à quinze ans, ces groupes auront acquis la majorité dans la plupart des zones urbaines d'Europe. Cela ne peut que mener à de très graves problèmes d'intégration, sociale et économique ».
Dans un livre en forme de dialogue avec le politicien socialiste Michel Rocard publié en 2006, Bolkestein revient sur ces questions et précise: « L'intégration des minorités est le problème le plus important qui se pose à l'Europe ». Il ajoute: « Le déni du caractère ethnico-religieux (même s'il n'est pas exclusif) des émeutes dans les banlieues françaises est stupéfiant ».

## Position vis-à-vis de la Turquie
Bolkestein s'est toujours exprimé contre l'adhésion de la Turquie à l'Union européenne. Il ira jusqu'à soutenir cette position lors d'une visite officielle à Ankara. Pour lui, l'intégration de la Turquie aurait pour conséquence de provoquer l'implosion de l'Union. La population de 73,9 millions de Turcs (2008) et de 100 millions prévus en 2050 lui assurerait un vote prédominant en Europe et sa pauvreté relative l'amenerait à puiser une part importante des recettes européennes. Il existerait sur ce point, toujours selon Bolkestein, une divergence extrême entre les discours prononcés par les élites européennes et les sentiments des populations de l'Union.

## Un fervent partisan de l'énergie nucléaire
Bolkestein a combattu pour un renforcement de la part de l'énergie nucléaire en Europe. Celle-ci serait la seule source d'énergie à même actuellement de réduire de manière significative la dépendance croissante de l'Union européenne vis-à-vis du pétrole et du gaz importés du Moyen-Orient et de Russie. L'augmentation de la part du nucléaire permettrait à l'Europe d'être moins exposée à la volabilité des prix de ces énergies. Enfin, elle jouerait un rôle favorable dans la diminution de la production des gaz à effet de serre engendrés par l'utilisation des énergies fossiles que sont charbon, gaz et pétrole.

## Affaire Clearstream 1
En 2001, l'ancien commissaire européen Frits Bolkestein avait annoncé lui-même le refus de la Commission européenne d'enquêter sur Cedel International-Clearstream après la parution du livre Révélation$ de Denis Robert (Les Arènes, 2001). Ce livre mettait gravement en cause la banque russe Menatep, au passé sulfureux et à laquelle collabore Frits Bolkestein.
Dans son édition du 26 avril 2006, le quotidien gratuit 20 minutes affirme que par deux fois, la Commission européenne a refusé d'enquêter sur Clearstream. La Menatep a déposé une douzaine de plaintes en diffamation contre Denis Robert et son éditeur Les Arènes.

## Vie privée
Il est l'époux de l'actrice Femke Boersma.